# La Poterie
La Poterie ist eine Siedlung im Nordosten des Inselstaates Grenada in der Karibik. 

## Geographie
Der Ort liegt an der Küste im Parish Saint Patrick, auf der Grenze zum Parish Saint Andrew.
Der Ort erstreckt sich nach Osten bis zum Artiste Point (Conference Point). Vor der Küste liegt das Felseneiland Black Rock (Islet d’Antoine). Im Westen schließt sich Tivoli an. Der Lake Antoine liegt nördlich des Ortes und der River Antoine mündet in der Nähe in den Atlantik.
Im Ort gibt es die River Antoine Distillery.